# Mine de sel de Varangéville
 (juillet 2025).
La mine de sel de Varangéville, également connue sous le nom de Saline Saint-Nicolas, est une exploitation souterraine de sel gemme située à Varangéville, en Meurthe-et-Moselle, dans la région Grand Est, en France. Active depuis le 13 août 1855, elle représente aujourd'hui la dernière mine de sel souterraine en activité sur le territoire français, témoignant d'une longue histoire d'extraction minière dans la région.
L'exploitation de cette mine s'effectue à une profondeur de 160 mètres, où sont extraits différents types de sel, notamment du sel gris (en), blanc et rose. La Compagnie des Salins du Midi et des Salines de l'Est, appartenant au groupe Salins, est l'opérateur actuel du site. La production annuelle moyenne de la mine s'élève à environ 500 000 tonnes de sel, ce qui représente un quart de la production française du groupe.
Le sel extrait de Varangéville est principalement destiné à des usages industriels et agricoles. Plus de 90 % de la production est utilisée pour le déneigement routier, couvrant une vaste zone allant de l'Est de la France jusqu'à la région parisienne et l'Allemagne. Environ 5 % de la production est allouée à l'agriculture, tandis qu'une petite quantité de sel de table est également produite et commercialisée sous la marque emblématique La Baleine.

## Géologie
Le gisement de sel gemme exploité à Varangéville est un vaste ensemble sédimentaire souterrain, s'étendant sur une surface de 230 km par 100 km et présentant une épaisseur de 90 mètres. Le potentiel de ce gisement est estimé à 4 000 milliards de tonnes. Cette roche évaporite s'est formée au Trias, il y a environ 220 à 225 millions d'années, dans des conditions climatiques arides qui prévalaient en Lorraine à cette période.
Le sel gemme de Varangéville est principalement constitué de halite (chlorure de sodium - NaCl) à 91 %, avec moins de 10 % d'impuretés sous forme de marnes. La présence de ces impuretés argileuses confère au sel de Varangéville une teinte noirâtre. L'exploitation se fait à une profondeur de 160 mètres, là où la pureté du sel est optimale.

## Histoire
La découverte de couches de sel gemme en 1820, lors d'un forage à Rosières-aux-Salines, marque le début de l'implantation d'une industrie salifère moderne dans la région de Varangéville, à 20 km au sud-est de Nancy. Cette découverte a conduit à la création de la mine de Varangéville et à l'installation de nombreuses salines entre Einville, Rosières et Varangéville.

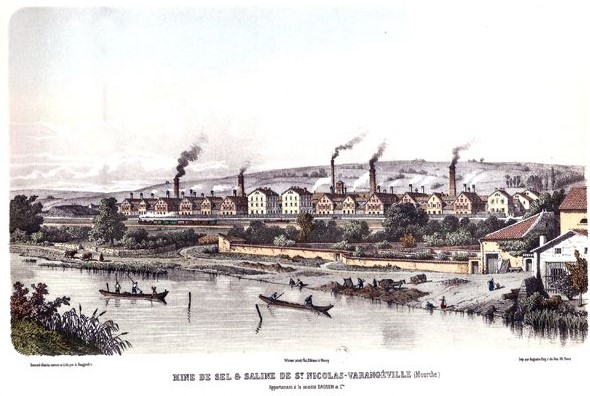
La mine de Varangéville en 1900.

La création de la mine remonte au 13 août 1855 avec la fondation de la Société Daguin et Cie par Ernest Daguin, qui a également installé une saline. Les travaux de fonçage du puits Saint-Maximilien ont débuté la même année, et l'exploitation de la mine a commencé en 1856. En 1868, le fonçage du puits Saint-Jean-Baptiste, l'actuel puits de service, a été entrepris. La Société Daguin et Cie est devenue la Société Marcheville Daguin et Cie en 1884.
Un événement marquant de l'histoire de la mine est l'effondrement survenu le 31 octobre 1873 dans le quartier Saint-Maximilien. La secousse fut ressentie jusqu'à Nancy, distante d'une dizaine de kilomètres. Les descriptions de l'époque indiquent que la partie centrale du recouvrement de la mine est descendue en bloc, entraînant une déformation intense de la couronne. Les piliers de sel avaient poinçonné le mur imbibé de saumure, mais le toit avait initialement retenu la structure. Le caractère brutal de cet effondrement a été lié au développement d'une zone dilatante traversant la couche de sel, et engendrée par le report sur le contour de la mine d'une part du poids des terrains surincombants,.
En 1944, la Société Salinière Lorraine a loué puis acheté la mine et la saline de Varangéville. Cette société a absorbé plusieurs autres sociétés salinières en Lorraine et en Franche-Comté en 1967, devenant la Société Salinière de l'Est. L'année suivante, les salines du Sud-Ouest de la France ont été regroupées. En 1968, la Compagnie des Salins du Midi et la Société Salinière de l'Est et du Sud-Ouest ont fusionné pour former la Compagnie des Salins du Midi et des Salines de l'Est (CSME). Après une OPA du groupe américain Morton International Salt en 1996, la CSME est devenue une filiale de l'Américain Rohm and Haas en 1999. Finalement, en 2000, la CSME a été réintégrée comme filiale du groupe Salins.

## Exploitation

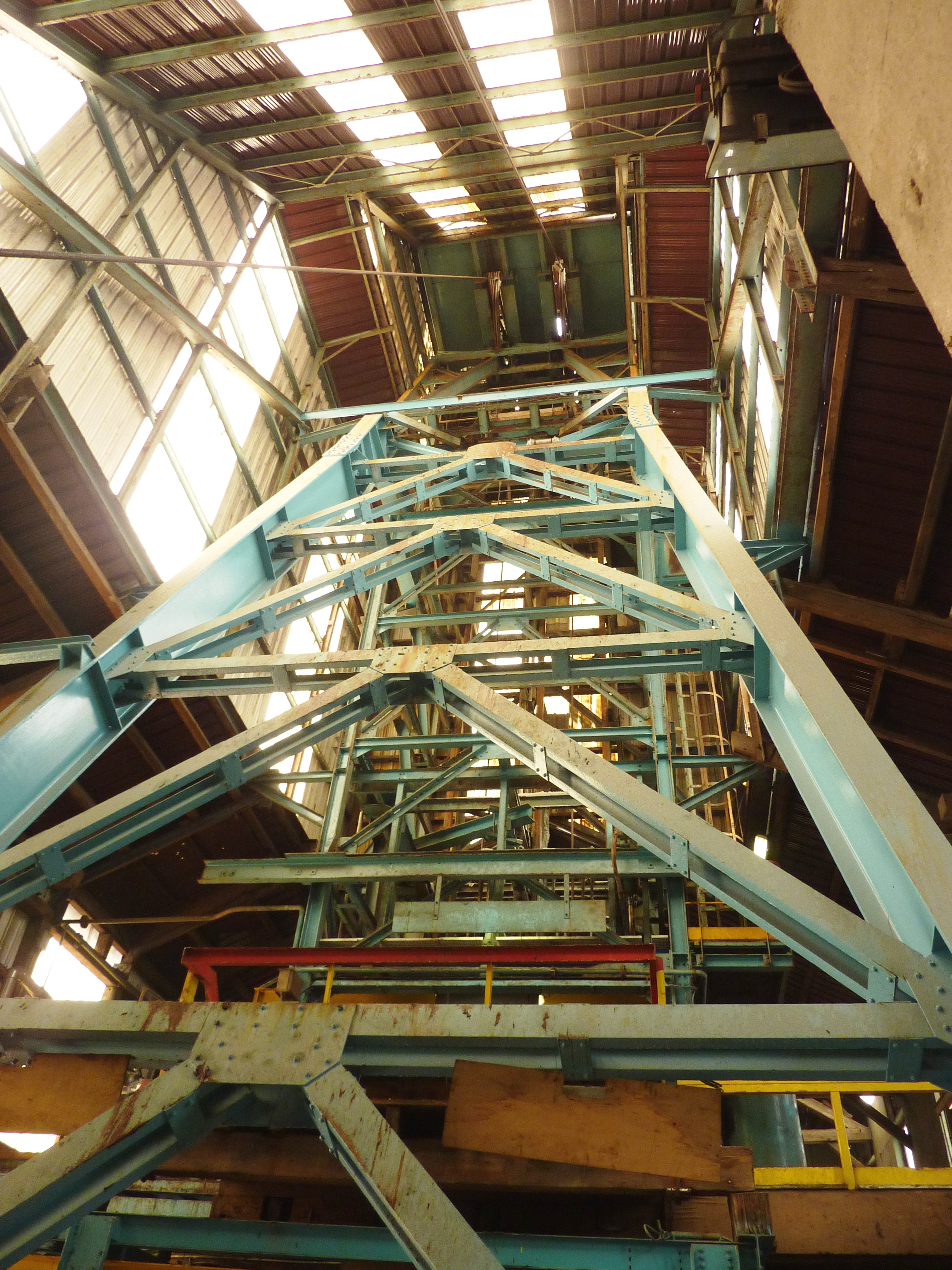
Le puits Saint-Jean-Baptiste, l'actuel puits de service.

La mine de sel de Varangéville est la dernière mine de sel gemme en activité en France. L'exploitation s'effectue à une profondeur de 160 mètres, où le sel gemme brut est extrait de la 11e couche, également appelée la « grande couche », d'une épaisseur de 20 mètres. La méthode d'exploitation employée est celle des « piliers abandonnés, ». Cette technique consiste à creuser des galeries horizontales selon un maillage régulier, laissant des piliers de sel pour assurer le soutènement et la stabilité de la structure. L'abattage du minerai est entièrement mécanisé et se déroule en plusieurs phases : le havage (sciage à la base du front de taille), la foration (perçage de trous), le chargement de l'explosif, le tir (déclenchement des explosions), et enfin le marinage (reprise du sel abattu).
La capacité de production annuelle de la mine est de 500 000 tonnes de sel gemme. La majeure partie de cette production, soit plus de 90 %, est destinée au déneigement routier, couvrant une vaste zone allant de l'Est de la France jusqu'à la région parisienne et l'Allemagne. Environ 5 % de la production est utilisée pour l'agriculture, et une petite quantité est également transformée en sel de table, commercialisé sous la marque La Baleine.